# Ellipsidion reticulatum
Ellipsidion reticulatum är en kackerlacksart som beskrevs av Henri Saussure 1864. Ellipsidion reticulatum ingår i släktet Ellipsidion och familjen småkackerlackor. Inga underarter finns listade i Catalogue of Life.